# La memòria dels morts
La memòria dels morts (títol original: The Final Cut) és una pel·lícula canadenco-estatunidenca-alemanya dirigida per Omar Naim, estrenada l'any 2004. Ha estat doblada al català.

## Argument
Un nou objecte està de moda: els implants Zoe.. Graven la vida de la persona a qui se'ls posa. A la mort d'una persona, Allan Hackman, un "muntador", recupera l'implant i fa un "film-memòria" de la vida del difunt, seguint els seus moments més bonics. El film és lliurat a la família i als amics en el moment del funeral. Alan Hackman (Robin Williams) és el millor editor del mercat, gràcies a la seva habilitat per abstreure's dels pecats dels seus clients, per la qual cosa és molt demandat en la poderosa professió de ser l'editor final dels records de les persones. No obstant això, el seu talent per veure la vida d'uns altres sense emoció alguna li ha fet un home distant, incapaç d'experimentar la vida real en primera persona. Un dia, retallant els records d'un col·lega, Alan descobreix una imatge de la seva infància que li ha perseguit tota la seva vida, un descobriment que li portarà a un intensa recerca de la veritat i la redempció.

## Repartiment
- Robin Williams: Alan W. Hackman
- Mira Sorvino: Delila
- Jim Caviezel: Fletcher
- Mimi Kuzyk: Thelma
- Stephanie Romanov: Jennifer Bannister
- Thom Bishops: Hasan
- Genevieve Buechner: Isabel Bannister
- Brendan Fletcher: Michael
- Vincent Gale: Simon
- Casey Dubois: Alan, de jove
- Liam Ranger: Louis Hunt, de jove
- Joely Collins: Legz
- Michael St. John Smith: Charles Bannister
- Christopher Britton: Jason Monroe
- Wanda Cannon: Caroline Monroe

## Rebuda
- Premis 2004: Festival de Sitges: Secció oficial llargmetratges a concurs i Festival de Berlín: Secció oficial de llargmetratges
- Crítica "Grans idees, pobres resultats"[3]